# Richard Foxe
Richard Foxe (Ropsley, 1448 circa – Castello di Wolvesey, 5 ottobre 1528) è stato un vescovo cattolico britannico, vescovo di Exeter (1487-1492), di Bath e Wells (1492-1494), di Durham (1494-1501) e di Winchester (1501-1528); fu inoltre Lord del Sigillo Privato e fondatore del Corpus Christi College.

## Biografia
Richard Foxe nacque a Rospley, nel Lincolnshire, attorno al 1448. I suoi genitori appartenevano alla classe degli yeoman e poco altro è conosciuto attorno ai primi anni di vita di Richard. Si crede che abbia frequentato ad Oxford il Magdalen College e che lì abbia conosciuto molti di coloro che lo seguirono nella fondazione del Corpus Christi College, ed è probabile che abbia studiato all'Università di Cambridge, ma fino ai 25 anni una nebbia avvolge la vita di Richard.
Nel 1484 Richard doveva trovarsi a Parigi, forse per studio o forse perché era inviso a Riccardo III d'Inghilterra, e lì conobbe il futuro Enrico VII d'Inghilterra che stava iniziando a lavorare per prendersi il trono inglese; Richard entrò al suo servizio. Nel gennaio 1485 Riccardo III si oppose alla nomina di Richard, che doveva già essere un ecclesiastico, per il vicariato di Stepney adducendo come motivo proprio la sua vicinanza al ribelle Enrico Tudor.
L'anno seguente la battaglia di Bosworth Field pose fine alla guerra delle due rose, Riccardo III morì ed Enrico VII d'Inghilterra salì al trono. Richard fu immediatamente beneficiato dell'appoggio che gli aveva dato in precedenza ed è plausibile che la sua esperienza fosse più vasta di quanto non appare dai documenti perché la sola fedeltà difficilmente poteva giustificare la nomina, in rapida successione, a Segretario di Stato, Lord del Sigillo Privato e l'elezione a Vescovo di Exeter del 29 gennaio 1487, consacrazione l'8 aprile.
In quegli anni Richard si occupò di politica estera e di diplomazia, lavorò alle dipendenze di John Morton fino alla sua morte avvenuta nel 1500, divenendo poi il principale consigliere di Enrico condividendone ogni impegno diplomatico. Nel 1487 Richard negoziò la pace fra Giacomo III di Scozia ed Enrico, nel 1491 battezzò il futuro Enrico VIII d'Inghilterra, nel 1492 negoziò la Pace di Etaples ed in quello stesso anno fu trasferito alla diocesi di Bath.
Il 1493 vide Richard occuparsi della stesura del trattato commerciale con l'Olanda che divenne noto come Intercursus Magnus e l'anno dopo fu nuovamente trasferito alla diocesi di Durham, la cui posizione presso i confini scozzesi gli conferiva un'importanza strategica ben maggiore della sonnolenta Bath. Come residenza scelse il castello di Norham di cui potenziò le fortificazioni e le difese a seguito dell'attacco che gli scozzesi sferrarono in alleanza con Perkin Warbeck, pretendente al trono d'Inghilterra, nel 1497. Richard cercò ancora di ricucire i rapporti con i vicini di Scozia negoziando il matrimonio fra il futuro Giacomo IV di Scozia e Margherita Tudor, la maggiore delle due femmine di Enrico, matrimonio che fu celebrato nel 1503.
Il 1501 vide Richard di nuovo in viaggio, questa volta per Winchester, considerata una delle più ricche diocesi del regno. In quello stesso anno si realizzò un'altra delle sue opere: andò a compimento il fidanzamento fra l'erede Arturo Tudor e Caterina d'Aragona, un'unione prestigiosa che imparentava Enrico VII, re di un paese che era stato lacerato dalla guerra civile fino a un decennio prima, con le case di Aragona e Castiglia. Caterina era infatti la figlia di Ferdinando II d'Aragona ed Isabella di Castiglia, i re che avevano completato la Reconquista e finanziato le spedizioni di Cristoforo Colombo.
Già l'anno prima Richard era stato eletto rettore dell'Università di Cambridge e nel 1507 venne quella per il Pembroke College, per questo nel 1511, quando Margaret Beaufort volle fondare il St John's College si avvalse dell'aiuto di Richard.
Enrico VII morì nel 1509, sette anni prima era morto il primogenito Arturo ed al trono andò Enrico VIII, un diciottenne che sposò la vedova del fratello, Caterina, due mesi dopo la morte del padre, il quale non aveva mai portato a compimento il progetto di sposare i due giovani, probabilmente per un calo della dote della giovane a seguito della morte della madre.
Richard non perse affatto potere, anzi, il giovane re si fidava di lui e gli si affidò completamente; il suo collega William Warham, arcivescovo di Canterbury dubitò della legittimità dell'unione di Enrico e Caterina, ma Richard ne sostenne fermamente la legittimità, ed infatti il matrimonio ebbe luogo.
Due anni dopo però l'astro nascente di Thomas Wolsey pose fine alla sua influenza, la sua politica tesa al mantenimento della pace venne surclassata da una più avventurosa ed aggressiva come quella che si iniziò ad adottare con la Francia, com'era nei desideri di Wolsey, e per questo Richard si dimise dalla carica di Lord del Sigillo Privato cinque anni dopo.
Libero dai doveri politici Richard si dedicò a quelli, a lungo trascurati, della Chiesa. Deplorando fortemente la simonia, la licenziosità ed il nepotismo imperanti in molti monasteri inglesi, tentò di riportarli sulla giusta strada, ma l'età avanzata non gli permise di mettere in atto provvedimenti efficaci. Nel 1516 fondò il Corpus Christi College, ed in quel periodo insorse la cecità che lo afflisse negli ultimi anni di vita e, sebbene Wolsey avesse suggerito l'abbandono della carica di vescovo di Winchester, Richard non lasciò, costringendo il cardinale ad aspettarne il decesso per potersene appropriare. Morì il 5 ottobre 1528.

## Genealogia episcopale e successione apostolica
La genealogia episcopale è:
- Cardinale Vital du Four
- Arcivescovo John de Stratford
- Vescovo William Edington
- Arcivescovo Simon Sudbury
- Vescovo Thomas Brantingham
- Vescovo Robert Braybrooke
- Arcivescovo Roger Walden
- Vescovo Henry Beaufort
- Cardinale Thomas Bourchier
- Arcivescovo John Morton
- Vescovo Richard Foxe

La successione apostolica è:
- Arcivescovo William Warham (1502)
- Vescovo Geoffrey Blythe (1503)
- Vescovo Roger Leyburn (1503)